# Sophia (robot)

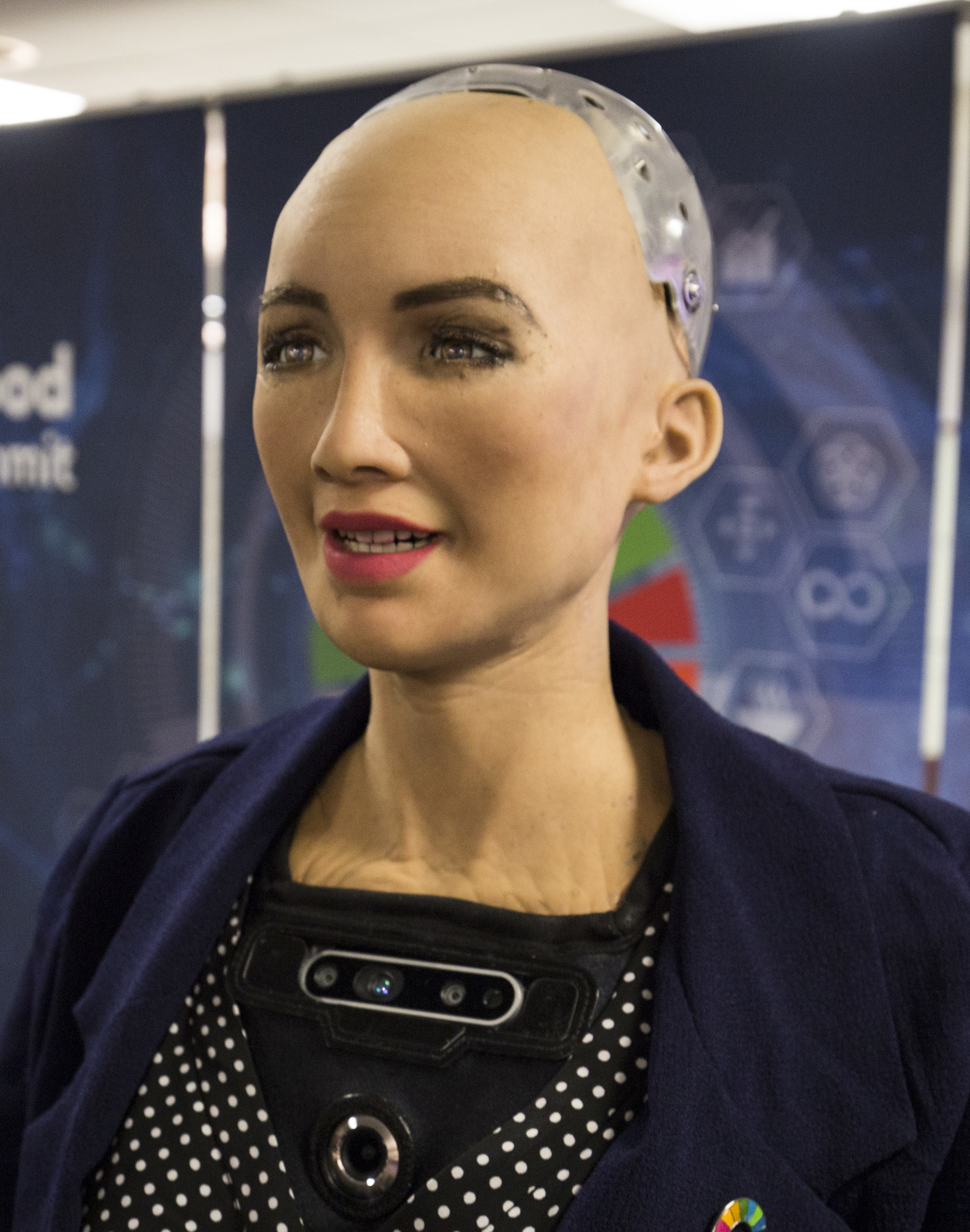
Sophia tại hội thảo AI for GOOD Global Summit ở Liên minh Viễn thông Quốc tế Genève (Thụy Sĩ) năm 2018

Sophia là một robot dạng người được thiết kế và phát triển bởi công ty công nghệ Mỹ Hanson Robotics. Sophia được kích hoạt lần đầu tiên vào ngày 14 tháng 2 năm 2016, xuất hiện lần đầu tại Liên hoan South By Southwest - sự kiện thường niên tổ chức tại thành phố Austin thuộc tiểu bang Texas (quê nhà của Hanson Robotics) vào trung tuần tháng 3 hằng năm với các sự kiện lớn về công nghệ cao, âm nhạc hoặc điện ảnh.
Sophia được thiết kế để suy nghĩ và cử động sao cho giống với con người nhất đồng thời được trang bị trí tuệ nhân tạo. Mục đích chế tạo Sophia; theo nhà sản xuất; là nhằm phát minh ra một robot có ý thức, có sự sáng tạo và có khả năng hoạt động như bất kỳ con người nào để giúp đỡ chính con người trong các vấn đề cuộc sống thường ngày như: phục vụ chăm sóc sức khỏe, hỗ trợ điều trị y tế, giáo dục cùng nhiều các dịch vụ khác.

## Lịch sử
Ngày 19 tháng 4 năm 2015, Sophia được kích hoạt, thiết kế được lấy cảm hứng từ minh tinh người Anh Audrey Hepburn với vẻ đẹp cổ điển bao gồm làn da trắng sứ, sống mũi thon gọn, gò má cao, nụ cười hấp dẫn và đôi mắt biểu cảm thay đổi màu sắc theo ánh sáng.
Ngày 25 tháng 10 năm 2017, Sophia là robot đầu tiên được chính phủ Ả Rập Xê Út cấp quyền công dân như con người.

## Đặc điểm
Sophia có làn da như da người thật được làm từ Silicon cao cấp. Robot này được tạo hình như một phụ nữ. Đôi mắt được trang bị máy ảnh video cho phép thực hiện giao tiếp bằng mắt. Sophia có thể nhận ra con người và học hỏi từ những gì nhìn thấy. Ngoài công nghệ tiên tiến cho phép Sophia giao tiếp với con người, robot này còn có thể thể hiện 62 nét mặt sắc thái biểu cảm khác nhau trên khuôn mặt.
Chức năng chính của Sophia là trò chuyện với con người.
Phần mềm của Sophia được cấu thành từ ba phần, bao gồm trí tuệ ở mức rất cơ bản (trả lời những câu hỏi đơn giản), khả năng diễn thuyết với văn bản được nạp sẵn, kết hợp cùng thuật toán để ngắt nối câu từ sao cho hợp lý. Cuối cùng là một hệ thống sử dụng chatbot kết hợp với cơ khí, giúp Sophia có thể nhìn ai đó, lắng nghe họ để lọc ra những "từ khóa" và "ngữ nghĩa", sau đó lựa chọn những câu trả lời được soạn sẵn để phát ngôn. Sophia chỉ có thể trả lời những câu hỏi khi được kết nối Internet, máy tính và cũng chỉ giới hạn trong những thông tin mình có được.

## Đánh giá
Mặc dù được thiết kế khá cầu kỳ cũng như trang bị nhiều công nghệ tiên tiến, tuy nhiên, Sophia vẫn bị giới công nghệ đánh giá chỉ đơn thuần là một hệ thống chatbot với những thông tin giới hạn, sẵn có trong bộ nhớ.